# Krypfloka
Krypfloka (Helosciadium inundatum) är en växtart i släktet Helosciadium och familjen flockblommiga växter. Ibland placeras den, under det vetenskapliga namnet Apium inundatum, i släktet Apium (sellerier).
Arten är en perenn ört som förekommer i västra Europa och Nordafrika. I Sverige är den klassad som sårbar (VU).

## Beskrivning
Krypflokan växer i vatten eller åtminstone på tidtals översvämmade ställen. Den är sällsynt i Sverige och endast funnen i Sveriges sydligaste landskap samt på Öland och i Dalsland. Då krypflokan växer på land blir stjälken upprätt, men i vatten blir den spädare, slakare, ibland långt utdragen, och alla bladen tråd- eller hårfint delade. Blomställningen är fåblommig för att vara bland de flockblommiga växterna: storflocken innehåller vanligen endast två småflockar, som endast innehåller några få blommor. Klyvfrukten är plattad och plattsidorna vinkelräta högryggade. Även åsarna är höga och skarpa.